# Tysslinge församling
Tysslinge församling är en församling i Norra Närkes kontrakt, Strängnäs stift. Församlingen ligger i Örebro kommun och utgör ett eget pastorat. 

## Administrativ historik
Församlingen har medeltida ursprung. 
Församlingen var till 2002 annexförsamling i pastoratet Vintrosa och Tysslinge som från 1962 även omfattade Gräve. År 2002 uppgick Vintrosa och Gräve församlingar i Tysslinge församling.

## Kyrkor
- Gräve kyrka
- Tysslinge kyrka
- Vintrosa kyrka